# Jeremain Lens
Jeremain Lens (Ámsterdam, Países Bajos, 24 de noviembre de 1987) es un exfutbolista neerlandés que jugaba de delantero.

## Carrera
Tras iniciarse en las inferiores del Ajax Ámsterdam, Almere City y el AZ Alkmaar, es en este último donde debuta oficialmente en la temporada 2005-06, jugando apenas dos partidos. En la temporada 2007-08 es cedido al NEC Nijmegen, y al final de la campaña regresa al AZ, ganando la liga en 2009.
En 2010 es traspasado al PSV Eindhoven con un contrato de cuatro años, incluyendo a Dirk Marcellis en la operación. En el club granjero se convirtió en uno de los más regulares, aunque sólo pudo ganar la copa y la supercopa.
En 2013 fue transferido al Dinamo de Kiev. Con este club gana la liga ucraniana y dos copas.

## Selección nacional
El 13 de mayo de 2014 fue incluido por el entrenador de la selección de los Países Bajos, Louis van Gaal, en la lista preliminar de 30 jugadores que representarán a ese país en la Copa Mundial de Fútbol de 2014 en Brasil. Finalmente fue confirmado en la nómina definitiva de 23 jugadores el 31 de mayo. Lens hizo su debut en el torneo ingresando en el segundo tiempo por Robin van Persie en la victoria 5-1 sobre España en el primer partido de su selección en el torneo.

### Participaciones en Copas del Mundo
| Mundial                        | Sede   | Resultado     |
| ------------------------------ | ------ | ------------- |
| Copa Mundial de Fútbol de 2014 | Brasil | Tercer puesto |

## Clubes
| Club                            | País         | Año       |
| ------------------------------- | ------------ | --------- |
| AZ Alkmaar                      | Países Bajos | 2006-2010 |
| NEC Nijmegen (cedido)           | Países Bajos | 2007-2008 |
| PSV Eindhoven                   | Países Bajos | 2010-2013 |
| F. C. Dinamo de Kiev            | Ucrania      | 2013-2015 |
| Sunderland A. F. C.             | Inglaterra   | 2015-2018 |
| Fenerbahçe S. K. (cedido)       | Turquía      | 2016-2017 |
| Beşiktaş J. K. (cedido)         | Turquía      | 2017-2018 |
| Beşiktaş J. K.                  | Turquía      | 2018-2022 |
| Fatih Karagümrük S. K. (cedido) | Turquía      | 2021      |
| F. C. Versailles 78             | Francia      | 2022-2024 |

## Palmarés

### Campeonatos nacionales
| Título                        | Club                 | País         | Año  |
| ----------------------------- | -------------------- | ------------ | ---- |
| Eredivisie                    | AZ Alkmaar           | Países Bajos | 2009 |
| Supercopa de los Países Bajos | AZ Alkmaar           | Países Bajos | 2009 |
| Copa de los Países Bajos      | PSV Eindhoven        | Países Bajos | 2012 |
| Supercopa de los Países Bajos | PSV Eindhoven        | Países Bajos | 2012 |
| Copa de Ucrania               | F. C. Dinamo de Kiev | Ucrania      | 2014 |
| Liga Premier de Ucrania       | F. C. Dinamo de Kiev | Ucrania      | 2015 |
| Copa de Ucrania               | F. C. Dinamo de Kiev | Ucrania      | 2015 |